# Derris oblonga
Derris oblonga är en ärtväxtart som beskrevs av George Bentham. Derris oblonga ingår i släktet Derris och familjen ärtväxter. Inga underarter finns listade i Catalogue of Life.